# Герб Верещагинского городского округа
Герб Верещагинского городского округа — официальный символ Верещагинского городского округа Пермского края Российской Федерации.
Ныне действующий герб Верещагинского района утверждён решением Земского Собрания Верещагинского района от 26 октября 2006 года № 28/336 "О Положении «О гербе МО „Верещагинский муниципальный район“»" и внесён в Государственный геральдический регистр Российской Федерации с присвоением регистрационного № 2940.

## Геральдическое описание герба
В рассеченном зеленом и червленом (красном) поле золотой сноп, сопровождаемый по сторонам и внизу в зелени двумя серебряными нитевидными перевязями, в червлении — двумя выходящими косвенно снизу справа и вписанными золотыми кистями для живописи.

## Символика
- золотые кисти для живописи символизируют то, что наименование «Верещагинский муниципальный район» произошло от фамилии известного русского художника В. В. Верещагина;
- серебряные нити символизируют железную дорогу, Транссибирскую магистраль, ставшую основой развития хозяйства и культуры района на рубеже XIX—XX веков;
- золотой сноп и зелёное поле — символы плодородия и богатства природы района;
- шесть колосьев, составляющих сноп и объединённых одной общей перевязью, указывают на число сельских поселений, находящихся на его территории;
- золото символизирует прочность, величие, интеллект, великодушие, богатство;
- серебро — символ совершенства, мудрости, благородства, мира и взаимного сотрудничества;
- красный цвет — символ мужества, самоотверженности, труда, жизнеутверждающей силы, праздника, красоты;
- зелёный цвет символизирует жизнь, изобилие, возрождение, показывает лесные и сельскохозяйственные богатства района.